# Karel de Leeuw
Karel de Leeuw, auch Karel deLeeuw, (* 20. Februar 1930 in Chicago, Illinois; † 18. August 1978 in Stanford, Kalifornien) war ein US-amerikanischer Mathematiker, der sich mit Analysis befasste.

## Leben
Karel de Leeuw studierte Physik und Ingenieurwesen am Illinois Institute of Technology und an der University of Chicago und wechselte dort dann zur Mathematik mit dem Master-Abschluss 1951. Er wurde 1954 bei Emil Artin mit der Dissertation "The Relative Cohomology Theory of Finite Groups and Algebraic Number Theory" an der Princeton University promoviert. Er lehrte ab 1953 als Instructor am Dartmouth College und der University of Wisconsin–Madison, bevor er 1957 als Assistant Professor an die Stanford University ging, an der er 1966 eine volle Professur erhielt. De Leeuw war in Stanford Vorsitzender des Graduate Study Committees, also für Doktoranden im weitesten Sinn zuständig, und ein erfolgreicher und beliebter akademischer Lehrer. Er entwickelte zum Beispiel einen Kursus für in Mathematik schwache Studenten und befasste sich dazu mit Lernpsychologie.
1978 wurde er von einem geistig gestörten Langzeit-Studenten in Stanford, der sich nach eigenen Worten herabgesetzt und diskriminiert fühlte, mit einem Hammer ermordet.
Der Täter stellte sich und wurde anschließend zu sieben Jahren Haft verurteilt. 
De Leeuw befasste sich vor allem mit abstrakter harmonischer Analyse und Funktionalanalysis, der Satz von Bishop-de Leeuw ist mit seinem Namen verbunden. Von ihm stammt auch ein Analysis-Lehrbuch. 
Er war Gastwissenschaftler am Institute for Advanced Study und als Fulbright Fellow an der Universität Cambridge.
Ferner war er im Rat der American Mathematical Society vertreten.
Eine Vorlesungsreihe an der Stanford University erinnert an ihn.

## Schriften
- Calculus, Harcourt, Brace 1966
- mit Walter Rudin: Extreme points and extremum problems in H1,  Pacific Journal of Mathematics, Band 8, 1958, S. 467–485.
- On {\displaystyle L_{p}} multipliers,  Annals of Mathematics, Band 81, 1970, S. 364–379.
- An harmonic analysis for operators, 2 Teile, Illinois J. Math., Band 19, 1975, S. 593–606, Band 21, 1977, S. 164–175.
- mit Yitzhak Katznelson, Jean-Pierre Kahane: Sur les coefficients de Fourier des fonctions continues, Compte Rendu Acad. Sci., Serie Math., Band 285, 1977, S. A1001–A1003.